# The Byrds Greatest Hits
The Byrds’ Greatest Hits ist das fünfte Album der US-amerikanischen Rockband The Byrds und ihr erstes Album mit einer Greatest Hits Sammlung. Es wurde im August 1967 von Columbia Records veröffentlicht, erreichte Platz 6 der Billboard Top LPs in den USA und war damit das erfolgreichste Album der Band. In Großbritannien konnte es sich nicht in den Top 100 platzieren. Es beinhaltet die zwischen 1965 und 1967 erfolgreichsten Single A-Seiten sowie drei Tracks des ersten Albums Mr. Tambourine Man.

## Übersicht
Innerhalb des ersten Jahres nach Erscheinen erhielt die LP Gold- und 1986 Platinstatus. Auf CD erschien sie erstmals 1985. Ein weiteres Mal wurde sie 1991 auf CD remastered und mit verändertem Plattencover (in Europa unter dem Titel Greatest Hits: 18 Classics Remastered) veröffentlicht. Darauf waren sieben Bonus-Tracks enthalten. Ein weiteres Mal wurde das Album 1999 mit einer 20-bit-Auflösung remastered und als Teil einer Byrds-Reihe von Columbia/Legacy auf den Markt gebracht. Die dafür neu abgemischten Songs wurden durch drei weitere Bonus-Tracks ergänzt.
Zuletzt erschien das Album 2001 im SACD-Format mit den gleichen Tracks wie 1999. Bei einer, 2009 von Sony Music herausgegebenen, CD mit dem Titel Greatest Hits handelt es sich nicht um das ursprüngliche Greatest Hits Album.
Die Songs der Original LP sind auch auf den Alben Mr. Tambourine Man, Turn! Turn! Turn!, Fifth Dimension und Younger Than Yesterday zu finden. Im Jahr 2003 erreichte das Album Platz 178 auf der Liste The 500 Greatest Albums of All Time des Magazins Rolling Stone.

## Titelliste

### Original-Album

#### Seite 1
1. Mr. Tambourine Man (Bob Dylan) – 2:29
2. I’ll Feel a Whole Lot Better (Gene Clark) – 2:32
3. The Bells of Rhymney (Idris Davies, Pete Seeger) – 3:30
4. Turn! Turn! Turn! (To Everything There is a Season) (Book of Ecclesiastes/Pete Seeger) – 3:49
5. All I Really Want to Do (Bob Dylan) – 2:04
6. Chimes of Freedom (Bob Dylan) – 3:51

#### Seite 2
1. Eight Miles High (Gene Clark, Jim McGuinn, David Crosby) – 3:34
2. Mr. Spaceman (Jim McGuinn) – 2:09
3. 5D (Fifth Dimension) (Jim McGuinn) – 2:33
4. So You Want to Be a Rock ’n’ Roll Star (Jim McGuinn, Chris Hillman) – 1:50
5. My Back Pages (Bob Dylan) – 3:08

### 1991 CD-Bonustracks
1. Jesus Is Just Alright (Arthur Reynolds) – 2:08
2. Chestnut Mare (Roger McGuinn, Jacques Levy) – 5:07
3. I Trust (Roger McGuinn) – 3:17
4. Lady Friend (David Crosby) – 2:35
5. Lay Lady Lay (Bob Dylan) – 3:16
6. Ballad of Easy Rider (Roger McGuinn) – 2:02
7. Glory, Glory (Arthur Reynolds) – 4:03

### 1999 CD-Bonustracks
1. It Won’t Be Wrong (Jim McGuinn, Harvey Gerst) – 1:58
2. Set You Free This Time (Gene Clark) – 2:49
3. Have You Seen Her Face (Chris Hillman) – 2:40

## Musiker des Original-Albums

### The Byrds
- Jim McGuinn – Gitarre, Gesang
- Gene Clark – Tamburin, Gesang (Gitarre auf den Bonustracks 12–13 von 1999, Harmonika auf Bonustrack 13 von 1999)
- David Crosby – Gitarre, Gesang
- Chris Hillman – E-Bass, Gesang
- Michael Clarke – Schlagzeug

### Weitere Musiker
- Bill Pittman und Jerry Cole – Rhythmusgitarren bei Mr. Tambourine Man
- Larry Knechtel – E-Bass bei Mr. Tambourine Man
- Hal Blaine – Schlagzeug bei Mr. Tambourine Man
- Leon Russell – E-Piano bei Mr. Tambourine Man
- Van Dyke Parks – Orgel bei 5D (Fifth Dimension)
- Hugh Masekela – Trompete bei So You Want to Be a Rock ’n’ Roll Star
- (Unbekannt) – Orgel bei My Back Pages